# Virus mumpsa
Vírus múmpsa (okrajšava MuV) je virus iz rodu rubulavirusov, ki povzroča mumps. Bolezen povzroča le pri človeku. Leta 1945 ga je John Franklin Enders prvi uspel namnožiti, in sicer v kokošjem jajcu, ter ga okarakteriziral. Njegovo morfologijo so prvič raziskali leta 1954 z elektronskim mikroskopom.
Virus mumpsa je obdan z virusno ovojnico, ki vsebuje lipide. Po vsem svetu je razširjen le en serotip. Prenaša se kapljično.